# Felsőnána
Felsőnána (németül: Falschnone) község Tolna vármegye Bonyhádi járásában.

## Fekvése
A vármegye geometriai középpontja közelében helyezkedik el, attól mintegy 2,5& kilométerre. Zsáktelepülés, közúton csak a 65-ös főútból Kéty északi határában kiágazó 63 125-ös számú mellékúton érhető el. Vasútvonal nem érinti, a legközelebbi vasúti csatlakozási lehetőség a Budapest–Pécs-vasútvonal Szakály-Hőgyész vasútállomása, légvonalban mintegy 13, közúton körülbelül 18 kilométerre.

## Története
A középkorban virágzó falu volt Királynána néven, amely azután elpusztult. A török korban, 1563-ban 18 adófizetője volt.
A 17. század utolsó harmadában néptelenedett el. Egy 1847-ben keletkezett leírás szerint megtalálhatók a középkori templomának maradványai. Az újjátelepülő Felsőnána a régi helyétől 4–5 km-re keletkezett: Ma is. Öregnánának (Alt-Nana) nevezik azt a területet, amelyen a középkori település feküdt. 1780-ban Tippel Henrik szántás közben találta meg a 70 fontos, szép hangú harangot, amelyet a falu azután sokáig használt templomában.
Az új, 18. századi falu a törökök kiűzése után a Rákóczi-szabadságharcot követő időszakban alakult ki. Az 1715–1725 közötti Tolna vármegyei gazdasági összeírások tanúsága szerint első lakói (névelemzéseink alapján) 15 magyar és hét szerb (rasci) család, akik Nánapusztán laknak, községgé. A Nagydorogon tartott 1719. január 21-i vármegyei közgyűlésen bizonyos ideig tartó adómentességet és a katonai terhek alóli felmentést kapnak, amely csak akkor szűnne meg, ha „végszükség esete következne be”.
A település magyar lakossága eltűnt, de nem sikerült megállapítani, hogy melyik község adott számukra otthont. A nevek vizsgálata a conscriptiók alapján nem hozott eredményt, mivel kutatások szerint nyolc faluban is előfordulnak 1718-ban itteni nevek. A magyar lakosság katolikus vagy református voltára szintén nem lelhető adat.
A rácok azonban továbbra is Nánán maradtak. A német telepítés itt éri őket. Néhány szerb család eladja földbe épített kunyhóját és fél sessio telkét lóval, vasalatlan szekerével együtt az érkező németországi telepeseknek, összesen 12 forintért. A 18. századon végig, sőt a századfordulót követően is az 1820-as–30-as években rendszeresen összeírják a szerb családokat. A 19. század második felében már csak helynevek őrzik nyomukat. A 18. század folyamán, majd később is leginkább Medina szívta fel a rác elvándorlókat.
A németek 1721 előtt nem érkezhettek a faluba, mert az 1720. évi regnicolaris conscriptio, majd az ezt követő conscriptio domestica a fentebb említett 15 magyar és hét szerb család háztartását, illetve az adóalapjául szolgáló adatokat írta össze. A szerbek elköltözését követően keletkezett konfliktusok arra utalnak, hogy eltávozásuk nem egyszerű adásvétel volt csupán. Valószínűbb a gazdasági kényszer, amely révén kénytelenek voltak eladni vagyonukat. Később visszajártak és erőszakos lépéseket követtek el az új tulajdonosokkal szemben. Schmidt Nánán konkretizálja is a jelenséget, kifejtve, hogy „…az eltávozottak vissza-visszatértek lókötés és betörés céljából. Nem egy ilyen esetet jegyeztek fel egyházi források és a nép száján a mai napig (1930) is fennmaradtak e történetek. Nem egy rablógyilkosság története fűződik a rácok nevéhez. Az öregek nem egy ilyen lókötőnek ismerték még a nevét is.”
A szerbek elleni panaszok általánosak a 18. sz. elején. Mindezek abból eredtek, hogy a szatmári béke után komoly összecsapásokra került sor a vármegye, egyes uradalmak kiépítése és a telepítések során a török alatt betelepült vagy 1690-ben bevándorolt – főleg állattenyésztéssel foglalkozó – szerbek és az uradalmak között. A felsőnánai szerb–német konfliktusra levéltári adatot nem találni. Valószínűleg a szerző az általános helyzetből következtetett, feltételezett konfliktusra utal munkájában.
Felsőnána betelepítésének időpontja 1722 őszére tehető: 1722. június 30-án keletkezett az udvari kamara hivatalos levele, amelyben a császár hozzájárult, hogy a Zinzendorf-féle Tolna vármegyei javakat Mercy gróf megvásárolhassa. A falvak és a vásárlási szerződésben felsorolt puszták között Nána is szerepelt mint Mercy kezére jutott praedium. A német betelepülők az augusztus-október közötti hónapokban érkezhettek meg.
A felsőnánai német telepesek egy része Felső-Hessenből, a Riedesel bárók birtokairól érkezett Tolna vármegyébe. Vallásra nézve többségük evangélikus, kisebb részük református volt. Óhazájuk a Vogelsberg vidékén lévő Lautenbach volt. Schmidt János felkereste e területet és kutatásokat végzett az egyház községeinek anyakönyveiben a kivándorlás előtti és alatti időszakból. Jelentésében arról tudósít egy kéziratban fennmaradt munkájában, hogy ugyanazokat a család- és személyneveket találta, mint amelyeket az evangélikus és református németek nánai anyakönyvében később fellelt. Az azonosság minden kétséget kizárva igazolta a felsőnánai németek származási helyét. A nánai evangélikus telepesek tehát Hessen északkeleti vidékéről érkeztek, Eisenbach, Lautenbach, Vorstadt, Nerth, Hopmannsfeld, Engelrod, Schlechtenwegen, Altenschlief, Landenhausen, Oberohm, Wergnes, Riedelesel településekről.
A betelepülés 1722-től közel két évtizeden át folytatódott. Ez azonban nem jelentette azt, hogy Felsőnánáról nem vándoroltak volna többen tovább. De e képhez tartozik az is, hogy másodlagos településű csoportok is érkeztek Moson, Győr, Vas, Sopron vármegyékből. A Györkönybe települő németek rokonai voltak az ún. „hapauerek” (Heidebauer), akikből többen Felsőnánán telepedtek le. Ilyenek voltak a Brith, a Greifenstein, a Geszehmann és a Faubel családok, amelyeket azonban már 1728-ban vagy későbbi összeírásokban nem találunk, vagy elhaltak vagy továbbvándoroltak.
Fontosak a Nánán született és ott minden forrást ismerő Schmidt János lelkész és kutató megjegyzései a bevándorlást követően kialakult népi tudatról, amely még az 1930-as években is tartotta magát.
„…Nána elsősorban hesseni telepesekből kialakult falu- és lutheránus gyülekezet, amelybe azonban más német településekről is érkeztek számosan. Érdekes, hogy a falu tudatában az maradt meg, hogy Württembergből, Elzászból és Lotaringiából származnak… Valójában még nyelvjárásuk is döntően hesseni, keveredve más hatásokkal. Viseletük határozottan hesszeni, s tartják a sajátosságokat egészen a legújabb időkig. Vallásos szokásaikban, ünnepeikkel kapcsolatban, bútor- és ruhadíszítésben még igen sok ógermán és pogány momentum érvényesül, anélkül, hogy sokszor tudnák ezt. Legújabban ezen népi szokásaik pusztulóban és kiveszőben vannak. Vallásukra nézve a néhai telepesek főleg lutheránusok voltak, de akadt szép számmal köztük református is. A felekezetileg meglehetősen indifferens Hessenből származván, egy felekezetnek sem volt erősen kifejlett felekezeti öntudata és ezért olvadt a kisebbség felekezetileg könnyen bele a többségbe. Így történt Nánán és több, Tolna megyei német telepes faluban, ahol a reformátusok beleolvadtak a lutheránus többségbe, viszont Nagyszékelyben és Mórágyon például ellenkezőképpen történt…”
Így fordult elő, hogy a telepítést követő évtizedekben a megszerveződő egyházközségekben nem jelentett akadályt a tanítás megindítása szempontjából az a sajátos személyi akadály, ha nem volt evangélikus tanító, hanem azt református személy töltötte be, vagy éppenséggel a fordítottja.
A nánai evangélikusok fíliaként 1722-ben Varsádhoz csatlakoztak, amihez Claudius Mercy hozzájárult, majd 1742-től Kistormáshoz. Tanítójuk kálvinista iskolamester volt. S míg nem volt lelkészük, ugyanez a személy tartotta az egyszerű istentiszteleteket és könyörgéseket, sőt a notáriusi tisztet is ő töltötte be.
Az első evangélikus tanítómester Johann Szutter volt 1730-tól. 1733-ban pedig Johann Gasparus Eichhorn. Sipkovits Tóth János püspök egyházlátogatása alkalmával készült jegyzőkönyv szerint Konrád Johann, 1745-ben Johan Laubach tanítóskodott. Mint sajátos jelenséget figyelhetjük meg, hogy e német tanítók valamennyien Hessenből érkezett telepesek leszármazottjai. E családokat valamelyik Mercy telepítette faluban megtalálhatjuk. Egyszerű „Schulmeisterek” vagy „Schuldienerek”, magasabb iskolát egyik sem végzett. Ennek ellenére nagyon sok faluban tanítottak. Két-három évente más protestáns faluban találjuk őket. Az utóbbi Majoson, Kismányokon, Izményben is tanított. Csak a század közepén 1750-ben került Píringer Mihály személyében képzett tanító Nánára. Ő is, hasonlóan sok Tolna vármegyei protestáns lelkészhez és tanítóhoz, a Felvidékről származott. A Nyitra vármegyei Tschachlitben[pontosabban?] született, nemes ember volt. S állandó lelkésszé való kinevezése előtt Nánán mint licenciatus működött. Az őt követők valamennyien képzett tanítók.
Johan Heinrich Beckerről 1771-ben néhány fontos adat lelhető fel mind az anyakönyvekben, mind az egyházközség jegyzőkönyvében. Az ő idejében állították fel az új nánai haranglábat. Tanulóinak száma 109. A jövedelméről is biztosan tudjuk, hogy három esztendőn keresztül állandó volt, s amely jövedelem házanként 1/2 mérő gabonából és 2 garasból állt. Tandíj fejében pedig tanulónként 2 garast kapott.
Az uradalom minden esetben elsőnek tett javaslatot a tanítóválasztásnál. Rendszerint eredménnyel. Így került Josef Hermann Nánára, miután elődjét egyházi felsőbbsége javaslatára Hidegkútra helyezték. Ahogy a lelkészeknél szinte általános szokásként dívott a Felvidékről történő meghívás, a tanítóknál is gyakran ugyanazt figyelhetjük meg. A nánai tanítók közül többen érkeztek Modorról, Nyitrából stb. Így volt ez Martin Hermann esetében is, akit 1782-ben alkalmaztak Perlaky Gábor püspök javaslatára Felsőnánán tanítónak.
Az egyházmegye levéltára figyelemre méltó adatokat őrzött meg a nánai evangélikusok életéről, a német telepesek helyzetéről, az evangélikus falvak közös egyházközségi szervezkedéséről stb. A település a Mercy família tulajdonából 1773-ban került Apponyi György kezébe. A község életébe Mercy is beavatkozott, azonban az többnyire a protestáns lakosság védelmében történt. 1771-ben a zombai plébános bejelentésére, a vármegye vizsgálatot rendelt el. 1771. május 24-én Vörös Bálint plébános által szerkesztett egyik vádpont szerint Johann Hahn evangélikus tanító, a falu imaházában nyilvános könyörgéseket tart a pécsi egyházmegye tiltása ellenére. Még súlyosabban esett latba, hogy más német evangélikus településekről érkezettek előtt rendszeresen prédikációkat olvas fel. A kistormási lelkész tudtával temetéseket végez, noha a plébános attól eltiltotta a kistormási papot. Mercy idejében a kistormási német telepesek szabadon jártak át egyházügyi dolgaikban is, és nem korlátozta őket senki.
A tanúvallomásokból láthatóan sem a bíró, sem a tanító, de a megkérdezett egyszerű falusi emberek sem tagadták a zombai plébános vádjait. 1772-ben azután a helytartótanács rendeletben megtiltja a kistormási lelkészeknek, hogy a nánai filiában egyházi teendőket végezzenek. A település evangélikus lakossága ezzel a rendelkezéssel a zombai plébános joghatósága alá került, s Vörös Bálint katolikus plébános lett a evangélikus német közösség „törvényes parochusa". Nem kétséges, hogy a harc elsősorban a helyi jövedelmekért folyt. Vörös Bálint egy alkalommal az anyakönyvben nyugtázta, hogy e falu népe a stólapénzeket „csendesen és pontosan befizette neki…". Keresztelésért 9 garast, esketésért 1-1 forint 9 krajcárt, nagy temetésért 12, kis temetésért 9 krajcárt. A zombai katolikus tanítónak esketés után 7 krajcárt, a harangozó 3 krajcárt kapott. A türelmi rendelet megjelenéséig a helyzet nem változott.
Felsőnána jó kondíciójú településsé izmosodott már a Mercy família idején. Apponyi célszerű gazdálkodással, kihasználva a német telepesek jó munkaszervezetét, s a falvak között kialakult tájpiac nyomán létrejött gazdasági növekedést, 1784-ben szerződést megújítva igyekezett rendezni a szolgáltatások körül kialakult anomáliákat. Ugyanebben az időszakban rendeződött, a döntően evangélikus németségből álló falu békéjét felbolydító vallásügy is. 1782. január 16-án hirdették ki a templomban a szabad vallásgyakorlatot biztosító királyi rendeletet és január 27-én tartották újra az első nyilvános istentiszteletet. Miután 100-nál több evangélikus család volt a településen, és megfelelő anyagi erő is rendelkezésre állt, Apponyi gyorsan beleegyezett az új lelkész meghívásába, és hivatalosan is az anyagyülekezet megalakításába.
A nánaiak Martin Hermann személyében régi ismerőst nyertek meg egyházközségük élére, mert korábban tanítóként, licenciátusként működött a faluban. Perlaky Gábor püspök 1784. július 8-án iktatta be lelkészi hivatalába, ahol kereken egy évtizedig működött. Ő építtette fel a falu templomát 1789–91 között. 1791. november 1-jén avatta fel a templomot Nagy István szuperintendens. A német etnikum sorsáról igen figyelemreméltó gondolatokat tartalmazó beszédének feljegyzése szerencsére megmaradt. Témánk szempontjából az a legfontosabb, amikor arra figyelmeztette híveit, hogy „…őseink vallását őrizzék meg híven. A templom helytállásuk jelképe is, mert évtizedes mellőztetésük, elnyomatásuk ellenére valamennyien kitartottak hitük mellett. Gyermekeik evangélikus hitben való neveléséért hozott áldozataik bőven megtérülnek, mert áldás van rajtuk, hisz jólétben élhetnek. A munka és a hit tette őket gazdaggá. S mivel szelídséggel viselték el a hitbéli megpróbáltatásukat, most mindent elértek. Van templomuk, papjuk, iskolájuk és a falu gazdag békés sziget…”.

## Közélete

### Polgármesterei
- 1990–1994: Kilyén Szilveszter (független)[3]
- 1994–1998: Vaszari Dezső (független)[4]
- 1998–2002: Vaszari Dezső (független)[5]
- 2002–2006: Vaszari Dezső (független)[6]
- 2006–2010: Bognár László (független)[7]
- 2010–2014: Bognár László (független)[8]
- 2014–2019: Bognár László (független)[9]
- 2019–2024: Bíró Szabolcs (független)[1]
- 2024– : Bíró Szabolcs (független)[10]

## Népesség
A település népességének változása:
| Lakosok száma | 609  | 598  | 588  | 593  | 577  | 570  | 571  |
|               | 2013 | 2014 | 2015 | 2021 | 2022 | 2023 | 2024 |

A 2011-es népszámlálás során a lakosok 90,7%-a magyarnak, 2,6%-a cigánynak, 8%-a németnek, 0,7%-a románnak, 0,2%-a szlováknak mondta magát (9,3% nem nyilatkozott; a kettős identitások miatt a végösszeg nagyobb lehet 100%-nál). A vallási megoszlás a következő volt: római katolikus 54,5%, református 6,9%, evangélikus 6,5%, felekezeten kívüli 10,4% (21,7% nem nyilatkozott).
2022-ben a lakosság 96%-a vallotta magát magyarnak, 5,9% németnek, 0,3% románnak, 0,2-0,2% horvátnak, görögnek, örménynek, bolgárnak, cigánynak és szlováknak, 0,9% egyéb, nem hazai nemzetiségűnek (4% nem nyilatkozott; a kettős identitások miatt a végösszeg nagyobb lehet 100%-nál). Vallásuk szerint 36,9% volt római katolikus, 7,1% református, 6,2% evangélikus, 0,3% görög katolikus, 0,5% egyéb katolikus, 19,8% felekezeten kívüli (28,9% nem válaszolt).

## Nevezetességei

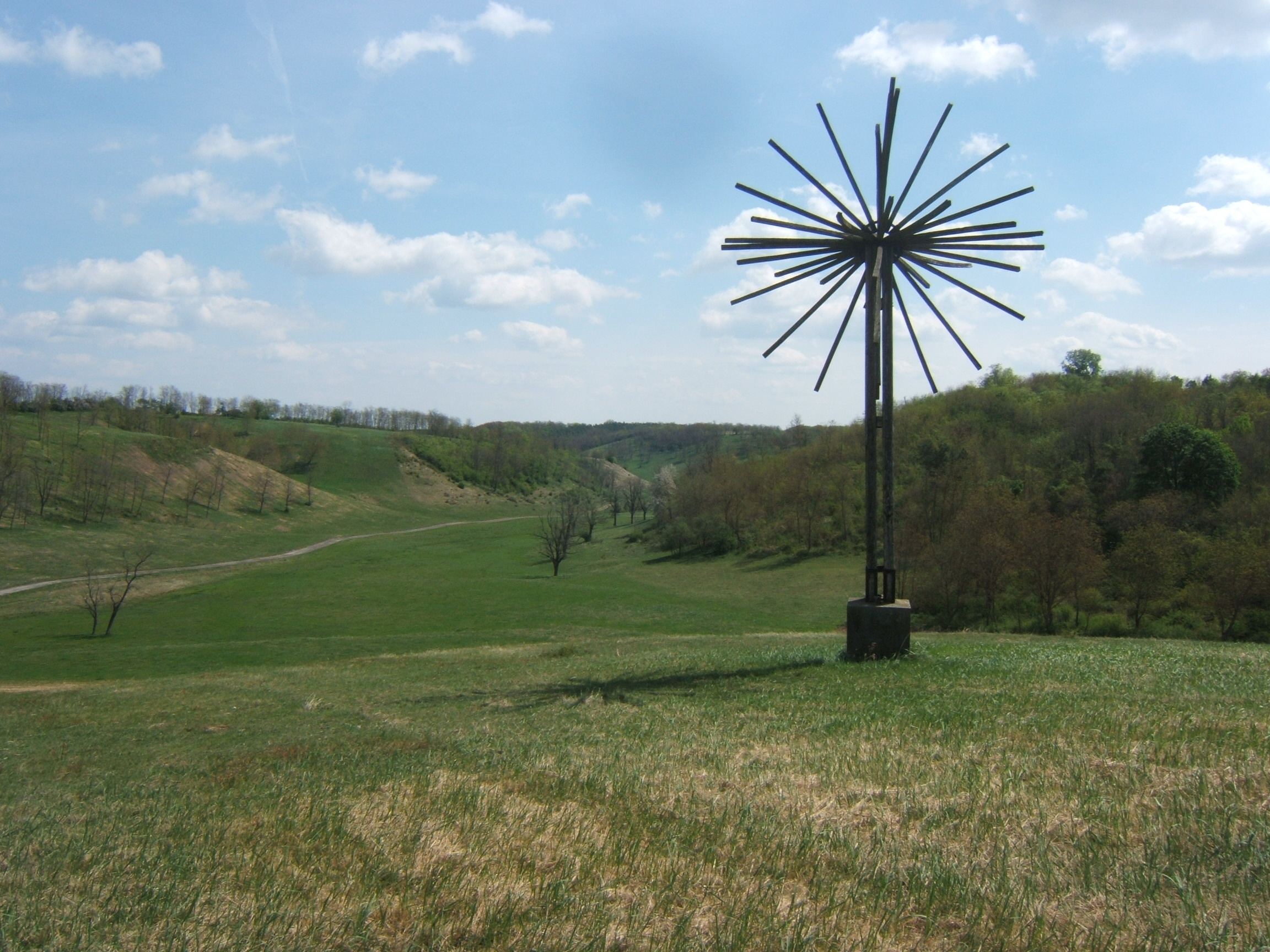
A Tolna vármegye közepét jelző emlékmű

Felsőnána határában található Tolna vármegye geometriai középpontja, ahol minden évben (általában szeptemberben) megrendezik az úgynevezett „Béke-túrát”. Ez a túra közkedvelt szórakozás nemcsak az egész falu, hanem a környéken lakók számára is, hiszen minden évben több száz ember látogat ki az egész napos rendezvénysorozatra. A programban szerepel például a méltán népszerű és mindig nagy közönséget vonzó motokrosszverseny, ezenkívül a családi vetélkedőktől kezdve a kispályás focin át egészen a tűzoltó-bemutatóig sok minden megtalálható. Ugyanitt tábortűzrakásra, sátorozásra, főzésre, sütésre is van lehetőség.
Felsőnána központjában található a 236 éves evangélikus templom, amely jelenleg sajnos nincs túl jó állapotban. Művészettörténeti jelentőségűek a templom bibliai jeleneteket ábrázoló falfestményei, amelyeket a naiv egyházművészet tárgykörében tartanak számon. 2017-ben falán emléktáblát avattak a faluból a gulágra elhurcolt 152 lakó emlékére.
Szintén a falu központjában található az úgynevezett „összefonódás szobra”, amely egy kőtalapzaton elhelyezkedő, fából készült szobor. A szobor a faluban élő emberek származásának keveredését hivatott szimbolizálni.

## A hírekben
Felsőnána a Béke-túra miatt szerepel a legtöbbet a tolnai médiumokban, ezenkívül talán kétszer került be az országos hírek közé. 2004. május elsején kora délután hirtelen hatalmas (és rövid lefolyású!), jégesővel is tarkított felhőszakadás érte a falut, aminek következtében a helyi patak kiömlött a medréből, rengeteg helyet iszap árasztott el (köztük négy ház alagsorát biztosan), de személyi sérülés nem történt. A történtekről a TV2, az RTL Klub, valamint az MTV is beszámolt híradásaiban.
A másik eseménynek (is) szomorú aktualitása van: 2013. január 6-án a katasztrófavédelem emberei lezárták a Dózsa György utca egy részét, miután a szél erősen kikezdte a már egyébként is rendkívül rossz állapotban lévő evangélikus templom tetőszerkezetét. Az Evangélikus Egyház hárommillió forintot különített el arra a célra, hogy egy süveg megépítésével átmenetileg stabilizálják a templom állapotát. Az esetről a TV2 Tények című híradójának január 9-i esti adása, valamint a Tolnatáj Televízió is beszámolt.

## Külső hivatkozások
- Felsőnána honlapja